# Parti national-socialiste des travailleurs danois
Pour les articles homonymes, voir DNSAP.
Le Parti national-socialiste des travailleurs danois (en danois : Danmarks Nationalsocialistiske Arbejderparti, désigné sous le sigle DNSAP) était un parti politique danois d'extrême droite et rattaché à la famille politique du fascisme. Il était le plus important parti nazi du Danemark avant et pendant la Seconde Guerre mondiale.

## Historique

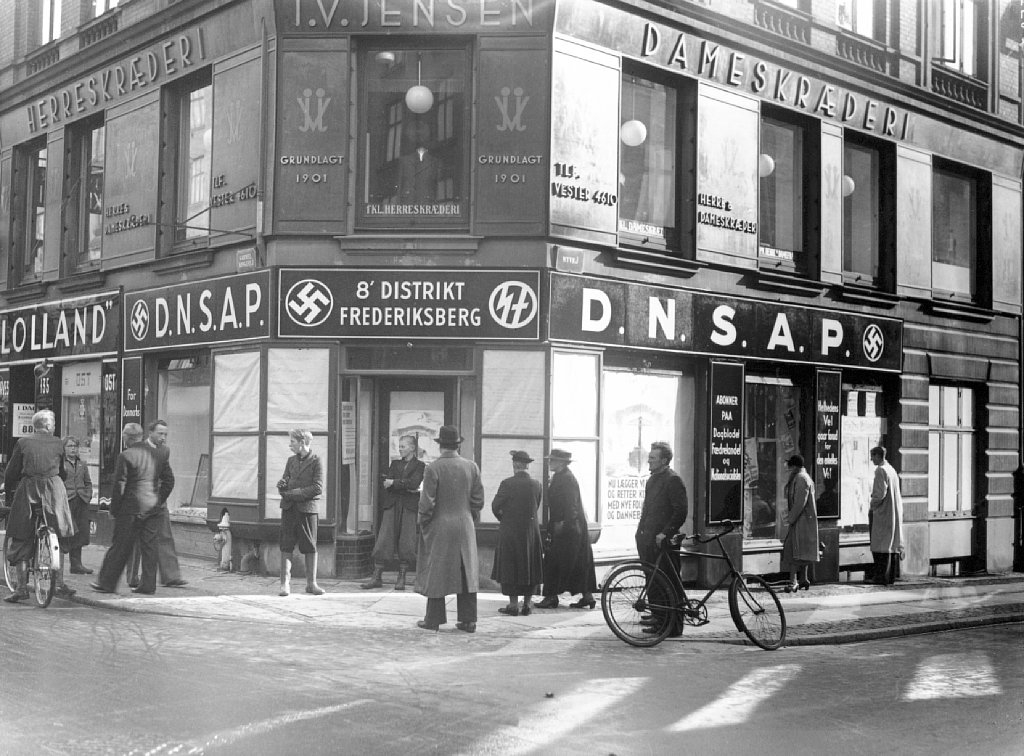
Bureau du district du DNSAP à Copenhague (vers 1941).

Le parti a été fondé le 16 novembre 1930, après le succès des nazis aux élections au Reichstag allemand de cette année. Le parti imitait le Parti national-socialiste ouvrier allemand en Allemagne, notamment l'utilisation de la croix gammée et du salut fasciste, la désignation d'une force de combat comme la SA, ayant même un chant tiré d'une version traduite de l'hymne Horst-Wessel-Lied. Le degré d'antisémitisme des sympathisants danois était cependant moindre par rapport à leurs homologues allemands.
Le parti avait d'autres différends avec les Allemands ; les nationalistes danois souhaitaient que la frontière danoise se développe au sud pour englober l’ensemble du duché historique de Schleswig, une décision qui aurait amené davantage d’Allemands de souche à la domination danoise. Le DNSAP considérait que les Allemands du Nord et du Sud du Schleswig étaient en réalité des Danois germanisés, qui pourraient être ramenés politiquement à leur origine danoise. Les Allemands voulaient incorporer la partie nord du Schleswig à l’État allemand. Le DNSAP appuyait également les principes de loyauté envers la monarchie danoise et l'Église du Danemark.
Le parti était à l’origine dirigé par Cay Lembcke, bien qu’ils n’aient attiré que quelques centaines de membres sous sa direction et n’aient pas obtenu un soutien, même mineur, aux élections de 1932.
Lembcke a été remplacé en 1933 par Frits Clausen, qui a concentré les activités sur son territoire d'origine, le Schleswig du Nord, d'où proviendrait l'essentiel du soutien pour le DNSAP. Aux élections de 1939, avec près de 5 000 membres, le parti remporta trois sièges au Folketing (parlement), ce qui correspond à 1,8% du vote populaire.

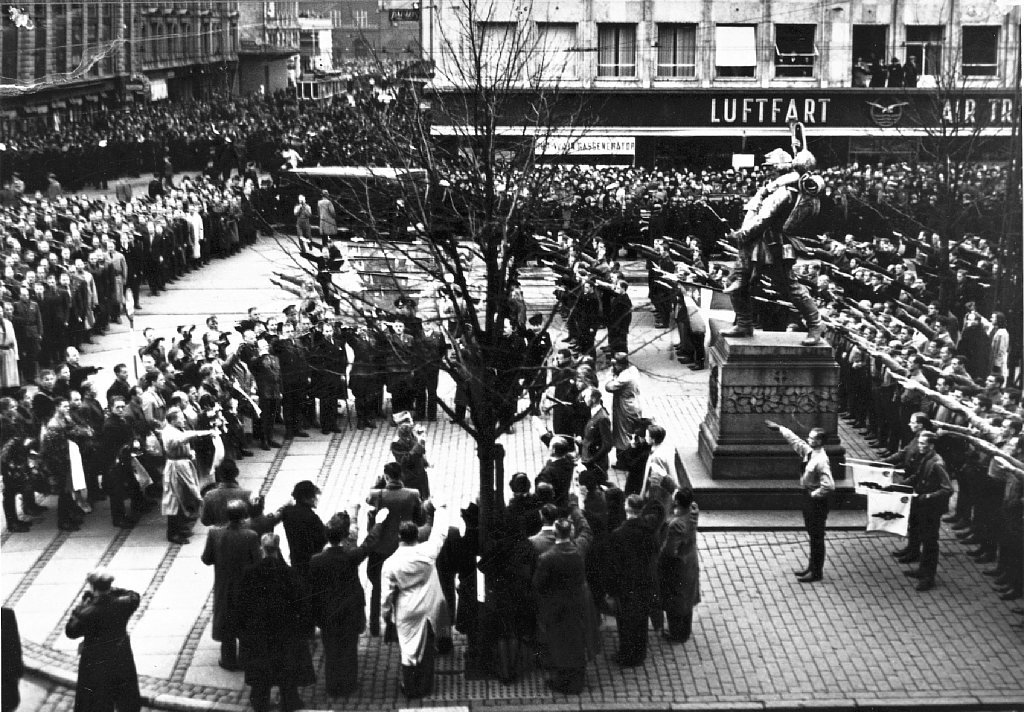
Défilé du DNSAP à Rådhuspladsen le 17 novembre 1940.

Le DNSAP a soutenu l'invasion hitlérienne et l'occupation ultérieure du Danemark le 9 avril 1940. L'administrateur allemand Cecil von Renthe-Fink envisagea une transition vers le gouvernement nazi au Danemark à la fin de 1940 mais, en raison de la politique de coopération avec le gouvernement danois légitime, il fut jugé préférable d'attendre que l'Allemagne remporté la guerre, bien que le parti reçut un certain soutien financier et politique de l’Allemagne. La décision de Renthe-Fink d'influencer l'échec de la manifestation du parti le 17 novembre 1940, qui devait constituer le signal de la prise du pouvoir par le parti au Danemark, fut un facteur déterminant de la décision de Renthe-Fink. Le rassemblement a été confronté à une foule immense et hostile, dépassant à plusieurs reprises le nombre de participants, et les membres du parti ont dû être protégés par la police danoise. Après le rassemblement, la police a dû escorter les participants jusqu'à la sécurité pour les empêcher d'être attaqués et battus par les passants.
Une victoire rare pour le DNSAP a été son rôle dans l'organisation du recrutement de la Waffen-SS et de la création du Corps franc danois. Le DNSAP ne faisait pas partie du gouvernement de coalition de guerre (1940-1943) et, lors des élections de 1943, il n'améliora guère ses performances d'avant-guerre, remportant seulement 2,1% des suffrages exprimés et trois sièges au Folketing. Le lendemain des élections, Clausen, déçu, renonça au soutien financier allemand, dans l'intention de prendre une ligne nationale plus purement danoise.
Après la fin de la Seconde Guerre mondiale, le parti fut officiellement dissous en mai 1945 et perdit presque tout son soutien populaire. Cependant, quelques personnes continuèrent leur travail sous l'ancien nom du parti. Le Mouvement national socialiste actuel danois remonte au DNSAP.

## Résultats électoraux
| Année | Nombre de voix | %   | Mandats |
| ----- | -------------- | --- | ------- |
| 1932  | 757 # 8        | 0,1 | 0 / 149 |
| 1935  | 16 257 # 8     | 1,0 | 0 / 149 |
| 1939  | 31 032 # 8     | 1.8 | 3 / 149 |
| 1943  | 43 309 # 6     | 2.1 | 3 / 149 |